# Ostbüderich
Ostbüderich ist eine Gemarkung und ein Ortsteil der Stadt Werl im Kreis Soest in Nordrhein-Westfalen. Bis 1964 war Ostbüderich eine eigenständige Gemeinde im alten Kreis Soest.

## Geographie
Ostbüderich bildet den östlichen Teil des Werler Stadtteils Büderich und erstreckt sich beiderseits der Schlesienstraße. Es ist mit dem westlich anschließenden Westbüderich baulich zusammengewachsen.

## Geschichte
Seit dem 19. Jahrhundert bildete Ostbüderich eine Gemeinde im Amt Werl des Landkreises Soest im westfälischen Regierungsbezirk Arnsberg. Am 1. Januar 1964 schlossen sich Ostbüderich und Westbüderich zur neuen Gemeinde Büderich (Westf.) zusammen. Die Gemeinde Büderich wurde 1969 durch das Soest/Beckum-Gesetz Teil der Stadt Werl.

## Einwohnerentwicklung
| Jahr | Einwohner | Quelle |
| ---- | --------- | ------ |
| 1871 | 206       | [ 2 ]  |
| 1885 | 250       | [ 3 ]  |
| 1895 | 253       | [ 4 ]  |
| 1910 | 346       | [ 5 ]  |
| 1933 | 349       | [ 6 ]  |
| 1939 | 358       | [ 6 ]  |
| 1946 | 508       | [ 7 ]  |

## Baudenkmäler
In Ostbüderich stehen die Häuser Büdericher Bundesstraße 64 und Kletterstraße 13 sowie das Heiligenhäuschen Im Felde unter Denkmalschutz.